# Puntius sophore
Puntius sophore е вид лъчеперка от семейство Шаранови (Cyprinidae). Видът не е застрашен от изчезване.

## Разпространение и местообитание
Разпространен е в Бангладеш, Индия, Китай, Мианмар, Непал, Пакистан и Тайланд.
Обитава сладководни и полусолени басейни, морета, реки и потоци в райони с тропически климат. Среща се на дълбочина около 1 m.